# Bathyraja parmifera
Bathyraja parmifera is een vissoort uit de familie van de Arhynchobatidae. De wetenschappelijke naam van de soort is voor het eerst geldig gepubliceerd in 1881 door Bean.